# Mondino de Luzzi
Mondino de Luzzi, o de Liuzzi o de Lucci, (ca. 1270 – 1326), també conegut com a Mundinus, fou un metge, anatomista, i professor de cirurgia italià que va viure i va treballar a Bolonya. Sovint és citat com el "restaurador de l'anatomia", perquè va fer contribucions cabdals en el camp mitjançant la reintroducció de la pràctica de la dissecció pública de cadàvers humans i la redacció del primer text anatòmic modern.

## Biografia
Mondino de Luzzi va néixer al voltant del 1270 en el si de la prominent família florentina dels Luzzi amb lleialtats als gibel·lins i inscrita a la Società dei Toschi; el seu pare, Nerino, i l'avi Albizzio eren farmacèutics a Bolonya, el seu oncle Luzio (també Liuzzo o Lucio) era professor de medicina. Mondino estudià a la Universitat de Bolonya a les Facultats de Medicina i Filosofia, es graduà al voltant del 1290, i treballà com a professor de medicina pràctica i cirurgia a la universitat del 1306-1324. Durant els seus estudis, Mondino va ser alumne de Taddeo Alderotti, que va fer importants contribucions al desenvolupament de la medicina a Bolonya, i company d'estudis d'Henri de Mondeville. A més dels seus èxits com a anatomista, Mondino estava molt ben considerat com a diplomàtic. Va estar involucrat en el govern de la ciutat i va servir com a ambaixador de Bolonya a Joan, germà del rei Robert I de Nàpols. Mondino va morir a Bolonya el 1326 i va ser enterrat a l'església parroquial de San Vitale e Agricola juntament amb el seu oncle Leuzzo, que també era professor de medicina. La seva tomba de granit està adornada amb un baix relleu, esculpit per Boso de Parma, que representa un instructor assegut en una gran cadira fent classes magistrals als estudiants.

## Pràctiques d'ensenyament
Mondino va ser el primer a incorporar un estudi sistemàtic de l'anatomia i dissecció en un pla d'estudis mèdics. La dissecció de cadàvers humans fou un segell distintiu de l'escola d'Alexandria, però va declinar després de 200 dC a causa de prohibicions legals i religioses. Aquestes prohibicions van ser finalment aixecades, la qual cosa permeté a Mondino de realitzar la seva primera dissecció pública a Bolonya, el gener del 1315, en presència dels estudiants de medicina i altres espectadors. Els procediments van ser sancionats oficialment pel Vaticà, i el subjecte fou amb tota probabilitat una criminal executada. Era una pràctica comuna per al professor d'anatomia seure en una gran cadira adornada i elevada per damunt dels procediments de dissecció, la lectura d'un text anatòmic i proporcionar comentaris, mentre que un demonstrator, o cirurgià, realitzava físicament la dissecció. Adicionalment, un ostensor estava present per assenyalar les parts específiques del cos que estaven sent examinades. Els mètodes d'ensenyament de Mondino eren úniques perquè sovint realitzava disseccions en persona i exercia ell mateix el paper de demonstrator, estudiant acuradament el cadàver i incorporant aquesta experiència personal en el seu text i en l'ensenyament.

## Teoria de la dissecció

Anathomia, 1541

Les pràctiques de dissecció de Mondino es guiaven per la seva adhesió a una divisió tripartida del cos humà. Va teoritzar que el cos es compon de tres contenidors diferents: el crani, o el ventricle superior, que tanca els "membres dels animals"; el tòrax, o el ventricle mitjà, que contenia els "membres espirituals", com el cor i els pulmons; i, finalment, l'abdomen, o el ventricle inferior, que albergava "membres naturals", incloent el fetge i d'altres òrgans viscerals. Mondino utilitzà les diferències entre els membres animals i els membres naturals i espirituals per classificar diferents aspectes de l'activitat fisiològica. També va afirmar que certes parts del cos són innatament superiors a les altres; d'acord amb aquesta disposició jeràrquica, l'abdomen ha de ser disseccionat en primer lloc perquè els seus òrgans són "el més confús i menys noble", seguit pel tòrax, i finalment el cap, que conté estructures anatòmiques "grans i millor organitzades". Va tenir d'assistent a Alessanda Giliani, la primera dona que treballa en aquest camp, i que per participar en les disseccions al seu costat es va haver de transvestir d'home.
A més, Mondino va argumentar que s'han d'aplicar mètodes de dissecció diferents a estructures simples (com ara ossos, músculs, nervis, venes i artèries) en comparació amb peces compostes més complexes (per exemple, l'ull, l'orella, el fetge i la melsa. També va suggerir que, quan s'estudien els músculs de les extremitats, un cos assecat al sol pot utilitzar-se com una alternativa a la pràctica més laboriosa de la dissecció d'un cadàver que es descompon ràpidament.

## Contribucions a l'anatomia
L'obra més important de Mondino, Anathomia corporis humani, escrita el 1316, és considerat el primer exemple d'un manual de dissecció modern i el primer veritable text anatòmic. La primera edició de l'obra va ser impresa a Pàdua el 1478, i hi ha més de 40 edicions en total. Al segle xiv, la pràctica de l'anatomia havia arribat a referir-se a la dissecció d'un cadàver d'acord amb regles prescrites; Anathomia va ser concebut com un manual per guiar aquest procés. L'Anathomia de Mondino romangué com el text anatòmic més utilitzat durant 250 anys (a través del segle xvi), ja que fornia sempre clarament i concisa les indicacions tècniques importants que intervenen en el procés de dissecció, incloent els passos a seguir i el raonament darrere de l'organització d'aquests procediments. A diferència dels seus predecessors, Mondino se centra específicament en les descripcions anatòmiques en lloc de participar en un discurs més ampli sobre patologia i la cirurgia en general.
Anathomia obre amb l'afirmació que els éssers humans són superiors a totes les altres criatures, per la seva intel·ligència, capacitat de raonament, habilitats de fabricació d'eines, i l'estatura en posició vertical; donat que posseeix aquestes qualitats nobles, l'home és digne de ser estudiat. Mondino passa a descriure els òrgans en l'ordre en què es presenten durant el procés de dissecció. La dissecció comença amb l'obertura de la cavitat abdominal a través d'una incisió vertical que va des de l'estómac als músculs pectorals i un tall horitzontal per sobre del melic. En primer lloc, es descriu en detall la musculatura del tracte intestinal, seguit d'una extensa discussió de la forma, funció i posició de l'estómac. Segons el text, l'estómac és esfèric; la paret de l'estómac té un revestiment intern, que és "el seient de la sensació", i una capa carnosa externa que està involucrada en la digestió. Per poder accedir a la melsa, que es pensava que secretava la bilis negra a l'estómac a través de canals imaginaris, cal la dissecció per eliminar les "costelles falses". Del fetge es diu que té cinc lòbuls, la vesícula biliar es descriu com la seu de la bilis groga i el cec es descriu amb esment de l'apèndix vermiforme. Tot i que Anathomia només descriu vagament el pàncrees, del conducte pancreàtic se'n parla amb major detall. També fa noves observacions pel que fa a l'anatomia de la bufeta i l'ampliació de l'úter tant durant la menstruació com en l'embaràs.

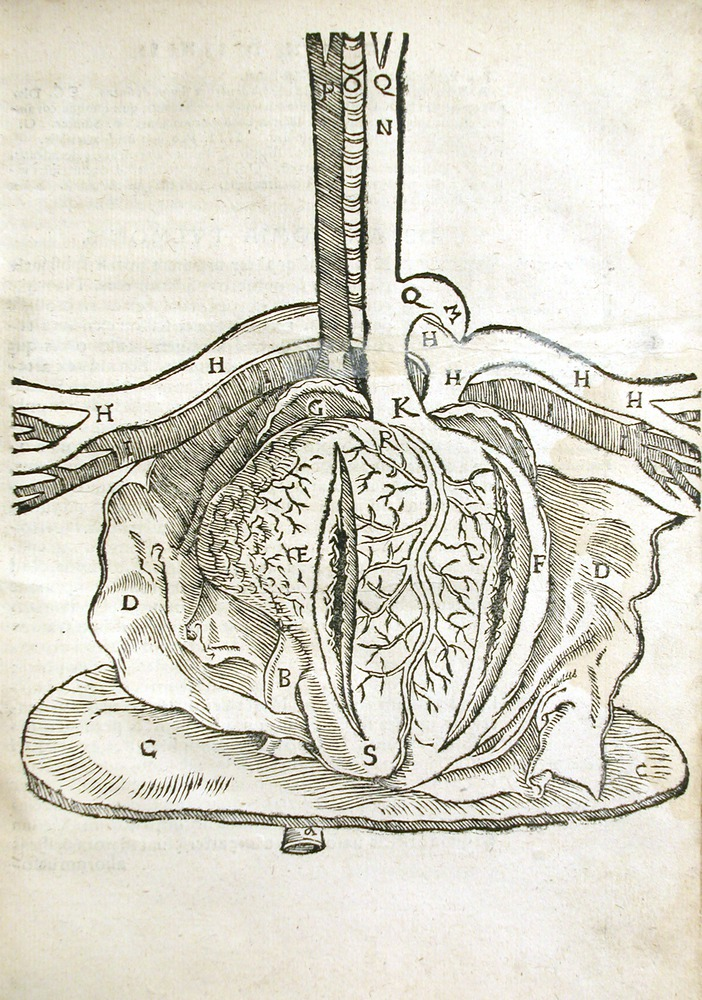
Dissecció del cor, de l'obra de Mondino Dei Luzzi Anatomia Mundini, Ad Vetustis, 1541

La descripció de Mondino del cor, tot i que inexacta, és bastant detallada. L'autor analitza tres cambres: el ventricle dret, el ventricle esquerre, i un ventricle mitjà dins de l'envà. Del ventricle dret es diu que conté una gran obertura, a través de la qual el cor extreu sang que té com a origen el fetge, així com l'obertura de la vena arterialis cap al pulmó. El ventricle esquerre conté un orifici amb tres vàlvules i l'obertura bivalvular de l'arteria venalis, que permet el pas d'un vapor de fum com des des pulmons. Malgrat aquestes deficiències anatòmiques, "(el nom de Mondino per a la vena cava) vena chili és notable en la seva exactitud. Després passa als pulmons, on descriu el curs de la vena arterialis (artèria pulmonar) i el de l'arteria venalis (vena pulmonar). Aquesta secció d'Anathomia també descriu la pleura i remarca la importància de distingir entre patologies pulmonars, inclosa la verdadera pleuresia, falsa pleuresia, i pneumònia. Les seves descripcions de la laringe i epiglotis són molt rudimentàries.
Mondino descriu el tancament d'una ferida incisa intestinal com tenir grans formigues mossegant a les seves vores i després tallar els seus caps, fet que un erudit interpreta com una anticipació de la utilització de grapes a la cirurgia. Anathomia també inclou un detallat passatge del tractament quirúrgic d'una hèrnia, tant amb castració com sense, així com la descripció d'una cirurgia de cataracta.

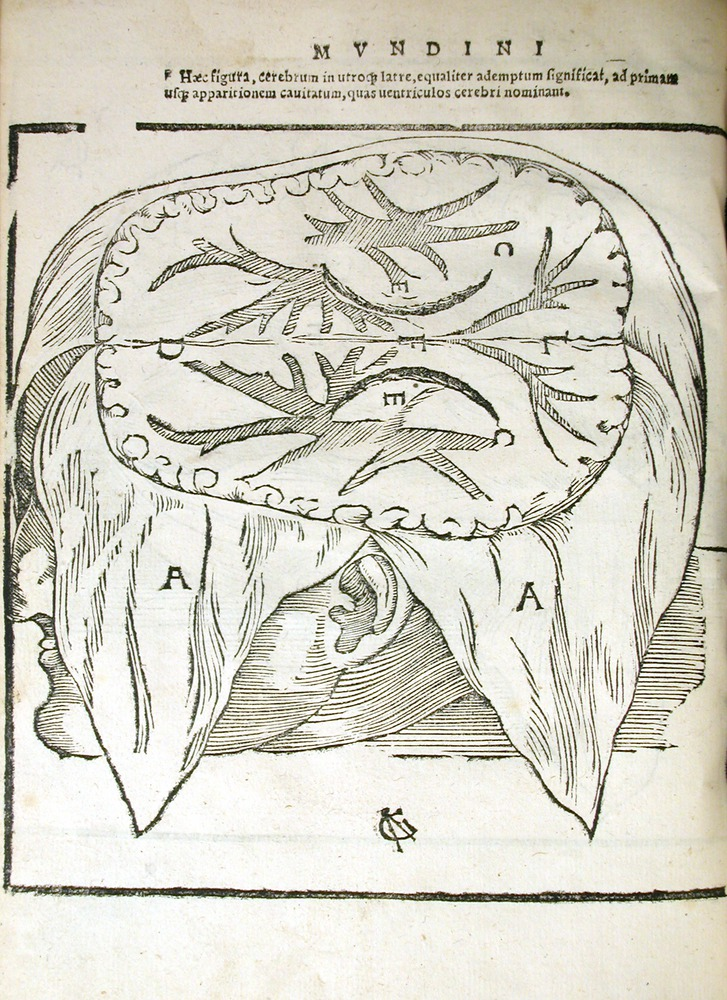
Secció del cervell en un crani disseccionat, de l'obra de Mondino Dei Luzzi's Anatomia Mundini, Ad Vetustis, 1541

El tractament de Mondino del crani proporciona només direccions inexactes per a la seva dissecció, el que suggereix que la cavitat cranial es va obrir amb poca freqüència i amb poca habilitat tècnica. No obstant això, Anathomia conté una descripció dels nervis cranials derivada de l'obra de Galè Usos de les parts del cos de l'home. A més, el cervell es divideix en tres vesícules, on la vesícula anterior serveix com a lloc de trobada dels sentits, la vesícula mitjana, que hostatja la imaginació i la vesícula posterior que conté la memòria. Es diu que el moviment del plexe coroide controla els processos mentals obrint i tancant els passos entre els ventricles. Mondino segueix Galè i els comentaristes islàmics en la col·locació de la lent al centre de l'ull.
Gran part de la informació mèdica inclosa a Anathomia es deriva de comentaris sobre Hipòcrates, Aristòtil i Galè escrits per erudits islàmics. Tot i que Mondino fa freqüents referències a les seves experiències de dissecció personals, repeteix, emperò, nombroses fal·làcies reportades per aquestes autoritats textuals. Per exemple, es fa ressò de la incorrecta noció galènica que existeix una rete mirabile ("xarxa miraculosa") dels vasos sanguinis a la base del cervell humà quan és, de fet, present només en els ungulats. Altres errors continguts en Anathomia són el resultat d'un intent de reconciliar els ensenyaments de Galè i Aristòtil. Això s'exemplifica per la descripció de Mondino del cor: combina la noció d'un cor triventricular d'Aristòtil amb l'afirmació de Galè que una part de la sang pot fluir directament des d'un costat del cor a l'altre a través d'un permeable envà interventricular. També difon informació sobre el sistema reproductiu humà que no està corroborada per l'evidència anatòmica, incloent l'existència d'un úter de set cel·les amb apèndixs de banya.

## Llegat
Mondino de Luzzi va fer duradores, encara que no siguin del tot exactes, les contribucions als camps de l'anatomia i la fisiologia. Anathomia ràpidament es va convertir en un text clàssic i, després de la seva mort, Mondino va ser considerat com un "mestre diví" fins al punt que qualsevol cosa que diferís de les descripcions que apareixien en el seu llibre era considerat com a anòmala o fins i tot monstruosa. Durant tres segles, els estatuts de moltes escoles de medicina exigien que els professors d'anatomia usessin Anathomia com el seu llibre de text. Jacopo Berengario da Carpi, professor d'anatomia del segle xvi a Bolonya, va escriure un extens comentari sobre l'obra de Mondino, i el text d'Anathomia es va incorporar al text de Ketham de 1493 Fasciculus Medicinae.